# Рейсленд (Луїзіана)
Рейсленд (англ. Raceland) — переписна місцевість (CDP) в США, в окрузі Лафурш штату Луїзіана. Населення — 9768 осіб (2020).

## Географія
Рейсленд розташований за координатами 29°43′21″ пн. ш. 90°38′9″ зх. д. / 29.72250° пн. ш. 90.63583° зх. д. (29.722428, -90.635879).  За даними Бюро перепису населення США в 2010 році переписна місцевість мала площу 56,00 км², з яких 55,87 км² — суходіл та 0,13 км² — водойми.

## Демографія
Згідно з переписом 2010 року, у переписній місцевості мешкали 10 193 особи в 3770 домогосподарствах у складі 2776 родин. Густота населення становила 182 особи/км².  Було 4063 помешкання (73/км²).
Расовий склад населення:
| - 67,0 % — білих - 28,5 % — чорних або афроамериканців - 1,1 % — корінних американців - 0,3 % — азіатів - 1,4 % — осіб інших рас |

До двох чи більше рас належало 1,5 %. Частка іспаномовних становила 2,8 % від усіх жителів.
За віковим діапазоном населення розподілялося таким чином: 24,7 % — особи молодші 18 років, 60,9 % — особи у віці 18—64 років, 14,4 % — особи у віці 65 років та старші. Медіана віку мешканця становила 38,3 року. На 100 осіб жіночої статі у переписній місцевості припадало 94,1 чоловіків;  на 100 жінок у віці від 18 років та старших — 91,1 чоловіків також старших 18 років.
Середній дохід на одне домашнє господарство  становив 56 003 долари США (медіана — 41 987), а середній дохід на одну сім'ю — 63 868 доларів (медіана — 51 719). Медіана доходів становила 46 016 доларів для чоловіків та 32 089 доларів для жінок. За межею бідності перебувало 18,4 % осіб, у тому числі 32,1 % дітей у віці до 18 років та 8,0 % осіб у віці 65 років та старших.
Цивільне працевлаштоване населення становило 4932 особи. Основні галузі зайнятості: освіта, охорона здоров'я та соціальна допомога — 23,4 %, виробництво — 13,2 %, роздрібна торгівля — 11,5 %.